# 니키 드 생팔
니키 드 생팔(프랑스어: Niki de Saint Phalle, 1930년 10월 29일 ~ 2002년 5월 21일)은 프랑스의 조각가이다. 'nanas'조각(거대하고 풍만한 여성 조각)으로 알려진 프랑스 태생 아티스트이다. 뉴 일리 - 쉬르 - 센, 프랑스에서 태어났다. 1960년대의 Nouveaux Réalistes 중 하나이며, shooting picture, 석고 위의 페인트를 쏘아 흘러내리게 한 그림으로도 명성을 얻었다. 2002년 5월 21일, 샌디에이고에서 사망했다.

## 생애
프랑스의 여류조각가로 파리에서 출생하였다. 미국에서 살다가 1951년 파리로 돌아왔다.
1955년경부터 아르누보풍의 인형을 색칠을 하거나 아니면 물감을 채운 총으로 인형을 쏘는 등 <나나>라는 인형 시리즈를 발표하기 시작하였다.
1966년에는 스톡홀름 미술관에서 팅겔리와 합작하여 <혼(그녀)>란 인형작품을 발표하여 화제를 불러 일으켰다. 이 작품은 종이세공의 극채색 여체상으로 대지모신(大地母神)의 생명력이 흐르고 있고, 그 표현은 여자의 음부로 관중들이 들어가서 태내를 돌아다니는 것으로 나타나 있다.

## 같이 보기
- 루이즈 부르주아